# Ischnarctia cinera
Ischnarctia cinera är en fjärilsart som beskrevs av Sharp 1903. Ischnarctia cinera ingår i släktet Ischnarctia och familjen björnspinnare. Inga underarter finns listade i Catalogue of Life.